# (29980) Dougsimons
(29980) Dougsimons est un astéroïde de la ceinture principale.

## Description
(29980) Dougsimons est un astéroïde de la ceinture principale. Il fut découvert le 30 septembre 1999 à Fountain Hills (Arizona) par Charles W. Juels. Il présente une orbite caractérisée par un demi-grand axe de 2,25 UA, une excentricité de 0,21 et une inclinaison de 3,7° par rapport à l'écliptique.

## Compléments